# Верхнеобский бассейновый округ

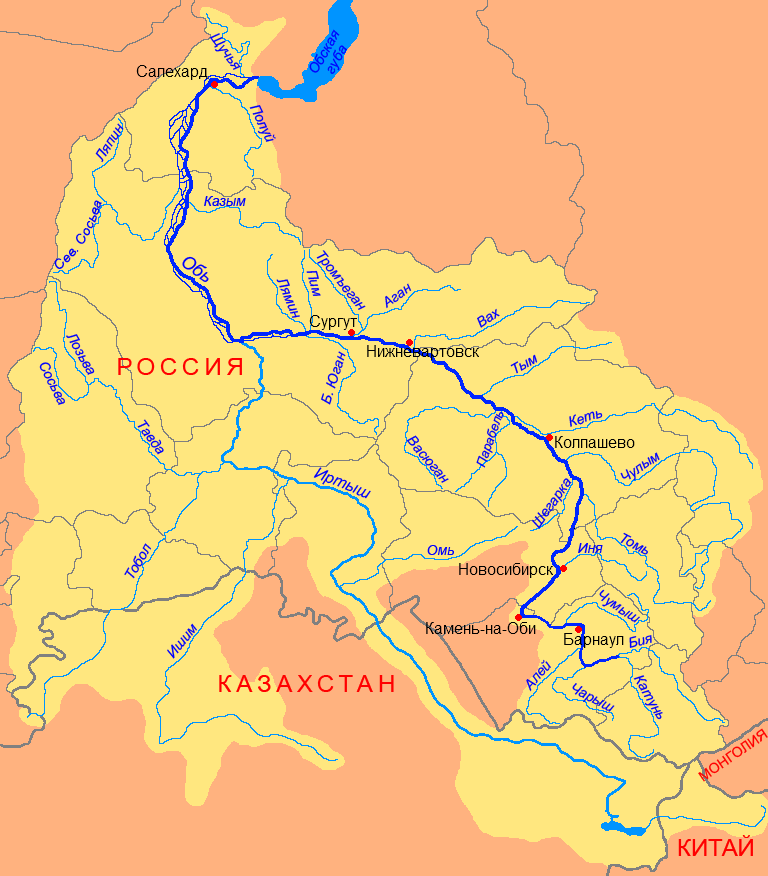
Бассейн реки Обь

Верхнеобский бассейновый округ — один из 20 бассейновых округов России (согласно ст. 28 Водного Кодекса).
Появился в 2006 году с целью выделения особой области использования и охраны водных объектов бассейна Оби и связанных с ним подземных водных объектов.
В верхнеобском бассейновом управлении на территории Алтайского края, республики Алтай, Новосибирской, Кемеровской и Томской областей работает общественный совет
Подразделы Верхнеобского бассейнового округа выделяются цифровым кодом 13.
Подразделяется на:
- 13.01 — (Верхняя) Обь до впадения Иртыша
  - 13.01.01 — Бия и Катунь[2]
    - 13.01.01.001 — Бассейн оз. Телецкое
    - 13.01.01.002 — Бия
    - 13.01.01.003 — Катунь
    - 13.01.01.200 — Бессточная территория между бассейнами рек Обь, Енисей и границей РФ с Монголией

  - 13.01.02 — Обь до впадения Чулыма (без Томи)[3]
    - 13.01.02.001 — Верховья р. Алей до Гилевского г/у
    - 13.01.02.002 — Алей от Гилевского г/у до устья
    - 13.01.02.003 — Обь от слияния рр. Бия и Катунь до г. Барнаул без р. Алей
    - 13.01.02.004 — Чумыш
    - 13.01.02.005 — Обь от г. Барнаул до Новосибирского г/у без р. Чумыш
    - 13.01.02.006 — Иня
    - 13.01.02.007 — Обь от Новосибирского г/у до впадения р. Чулым без: рр. Иня и Томь

  - 13.01.03 — Томь[4]
    - 13.01.03.001 — Кондома
    - 13.01.03.002 — Томь от истока до г. Новокузнецк без р. Кондома
    - 13.01.03.003 — Томь от г. Новокузнецк до г. Кемерово
    - 13.01.03.004 — Томь от г. Кемерово до устья

  - 13.01.04 — Чулым[5]
    - 13.01.04.001 — Чулым от истока до г. Ачинск
    - 13.01.04.002 — Чулым от г. Ачинск до в/п с. Зырянское
    - 13.01.04.003 — Чулым от в/п с. Зырянское до устья

  - 13.01.05 — Обь на участке от Чулыма до Кети[6]
    - 13.01.05.001 — Обь от впадения р. Чулым до впадения р. Кеть

  - 13.01.06 — Кеть[7]
    - 13.01.06.001 — Кеть

  - 13.01.07 — Обь на участке от Кети до Васюгана[8]
    - 13.01.07.001 — Обь от впадения р. Кеть до впадения р. Васюган

  - 13.01.08 — Васюган[9]
    - 13.01.08.001 — Васюган

  - 13.01.09 — Обь на участке от Васюгана до Ваха[10]
    - 13.01.09.001 — Вах

  - 13.01.10 — Вах[11]
    - 13.01.10.001 — Вах

  - 13.01.11 — Обь ниже Ваха до впадения Иртыша[12]
    - 13.01.11.001 — Обь от впадения р. Вах до г. Нефтеюганск
    - 13.01.11.002 — Обь от г. Нефтеюганск до впадения р. Иртыш
- 13.02 — Бессточная область междуречья Оби и Иртыша
  - 13.02.00 — Бессточная область междуречья Оби и Иртыша[13]
    - 13.02.00.001 — Бассейн оз. Кучукского
    - 13.02.00.002 — Бассейн оз. Кулундинского
    - 13.02.00.003 — Водные объекты южнее бассейна р. Бурла без бассейнов озер Кучукского и Кулундинского
    - 13.02.00.004 — Бассейн оз. Тополиное и р. Бурла
    - 13.02.00.005 — Бассейн оз. Чаны и водные объекты до границы с бассейном р. Иртыш
    - 13.02.00.006 — Водные объекты между бассейнами оз. Чаны и р. Омь